# Distretto di Vidin
Il distretto di Vidin (in bulgaro Област Видин?) è uno dei 28 distretti della Bulgaria. 	
Situato nell'estremo nord-occidentale del paese confina con la Serbia e con la Romania. Il capoluogo è la città di Vidin, fra le altre città rilevanti vi sono Belogradčik, Bregovo, Dimovo, Dunavci, Gramada e Kula.

## Comuni
Il distretto è diviso in 11 comuni:
| Comune      | Bulgaro     | Pop.   |
| ----------- | ----------- | ------ |
| Belogradčik | Белоградчик | 7.797  |
| Bojnica     | Бойница     | 1.385  |
| Bregovo     | Брегово     | 6.028  |
| Čuprene     | Чупрене     | 2.162  |
| Dimovo      | Димово      | 6.946  |
| Gramada     | Грамада     | 2.114  |
| Kula        | Кула        | 5.277  |
| Makreš      | Макреш      | 1.667  |
| Novo Selo   | Ново Село   | 3.145  |
| Ružinci     | Ружинци     | 4.725  |
| Vidin       | Видин       | 81.418 |